# سالی کاررا
سالی کاررا (به انگلیسی: sally carrera) یک پورشه ۹۱۱ است که همسر شخصیت لایتینگ مک کویین است و در فیلم‌های ماشین‌ها و ماشین‌ها ۲ و ماشین‌ها ۳و ماشین‌ها در جاده و در ماتر و نور شبح ایفای نقش کرده‌است. سازنده این ماشین کمپانی پیکسار است و اولین حضور او در انیمیشن ماشین‌ها بود. او وکیل شهر رادیاتور اسپرینگ است. بانی هانت گوینده اش است .

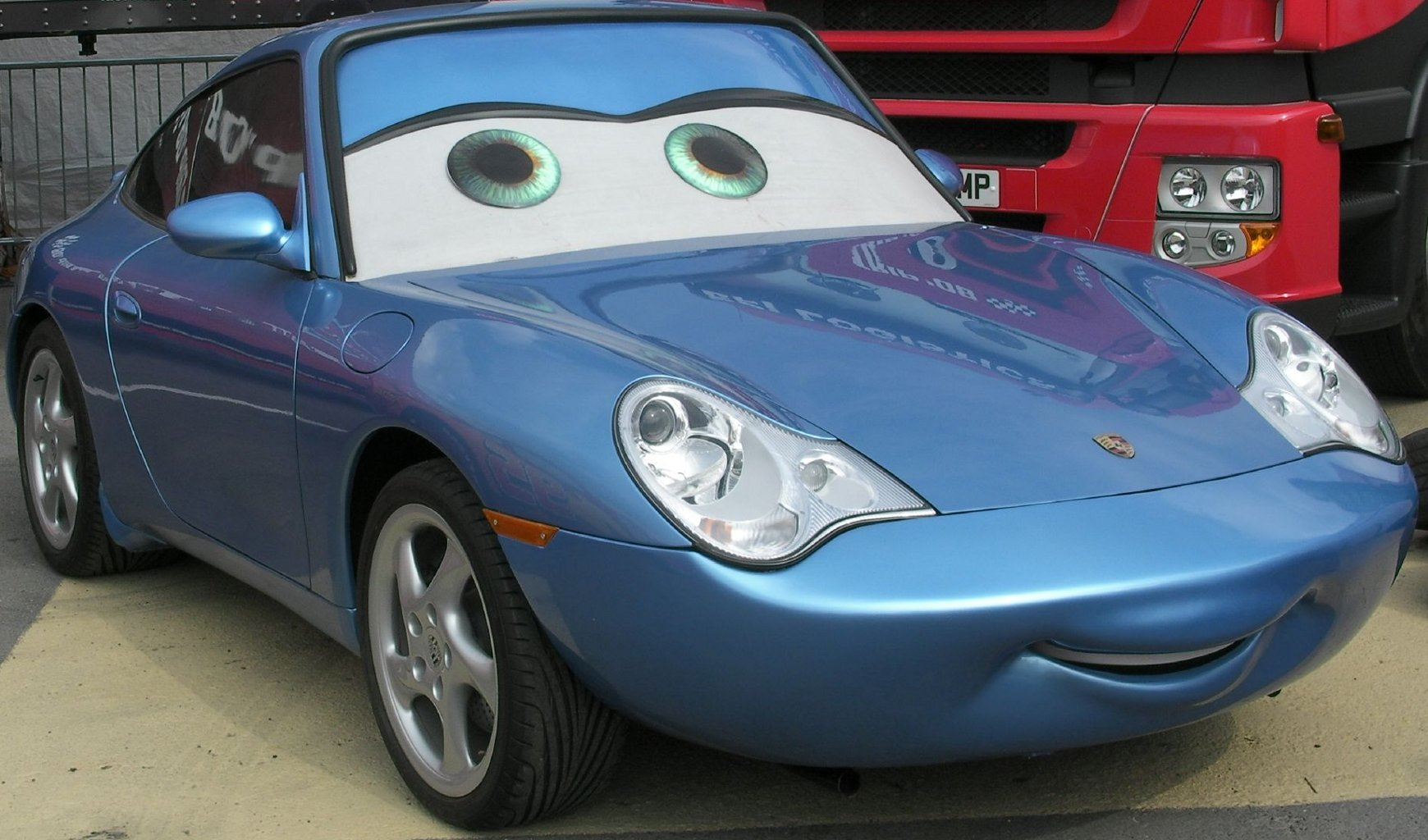
Sally as Eddie Paul custom vehicle for Cars promotional tour